# 戦争玩具
戦争玩具（せんそうがんぐ）とは、戦争に使われる兵器を模した玩具の総称。所謂「戦争ごっこ」などの遊びに使われ、男子を中心に人気を博している。

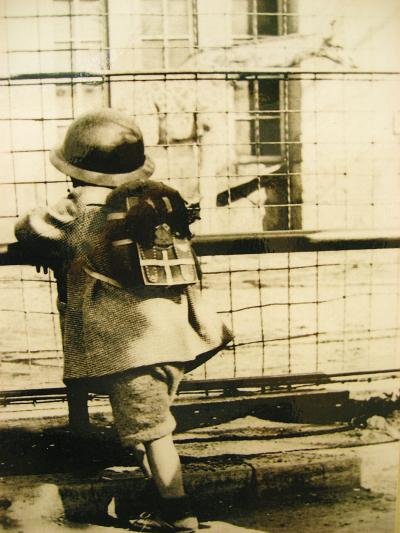
上野動物園鉄兜姿でキリンを見る子供。昭和16年(1941年)

## 歴史
江戸時代には正月用の破魔矢・破魔弓、端午の節句用の菖蒲刀などの行事に用いるものや、竹から作られた豆鉄砲などがあった。本格的に戦争玩具が台頭するのは明治時代に入ってからである。ブリキ製のサーベルが輸入されたのを皮切りに、銃や剣、兵隊が吹くラッパなどを模した玩具が次々に登場、日露戦争期にはおもちゃの軍艦や水雷艇なども出た。戦争の度に、最新の兵器を反映した玩具が現れ、子供達もこぞって戦争ごっこを行い、玩具の需要も飛躍的に上昇した。戦争玩具の成長、発展はまさに戦争と共にあった。1924年（大正13年）9月8日発行の國民新聞は、「玩具店には今や戦争玩具ばかりが陳列され、人形などの、それまでの一般的な玩具はすっかり駆逐されてしまった」と報じている。
1922年（大正11年）に東京で開催された国際博覧会にも、戦車や飛行機の玩具、軍人の人形など、多くの戦争玩具が展示された。剣戟映画の影響でチャンバラごっこが流行するのに伴い、鉄の刀身とセルロイドの柄から構成された刀のおもちゃが流通した。
戦争玩具の人気は1937年（昭和12年）、日華事変（日中戦争）の際に最高潮に達した。第二次世界大戦後になると人気は下火になったが、朝鮮戦争が起こると、再び需要が上がった。

## 戦争玩具追放運動
これに対して、婦人団体や日本教職員組合によって、戦争玩具を駆逐しようという運動が展開された。1951年（昭和26年）、関西主婦連合会が運動を起こし、戦争玩具排斥の風潮は全国に波及、玩具製造会社に対して戦争玩具販売の停止を要望したり、集会を行い戦争玩具の焼却を行ったりした。この追放運動に対し、戦争玩具を主要に生産していた東京の玩具業者は「玩具のみを駆逐しても問題の解決にはならない。玩具そのものは平和を蹂躙しない」と反発、戦争玩具廃絶を企図する団体との間で、激しく抗争した。この問題は社会に玩具に対する関心を惹起し、玩具史に大きな痕跡を残した。また、論争した両方の間に、玩具の向上を真摯に検討する機会を提供したとして、収穫は大きかったという。